# Félix Abuchi
Félix Abuchi (Lagos, Nigeria; 4 de marzo de 1991) es un futbolista nigeriano. Juega de defensa.

## Carrera
Pese a ser nigeriano y haber nacido en ese país, se inició en las divisiones inferiores del Unión San Felipe de la Primera División de Chile, club con el cual ganó el torneo de apertura de la Primera B, el campeonato de la Primera B y la Copa Chile del 2009. 
En la temporada 2010, fue mayoritariamente supente en casi todo el campeonato chileno de ese año, aunque tuvo que jugar varios partidos.Pese a eso, el técnico del club Ivo Basay le advirtió personalmente, que no continuaría en el club.

## Clubes
| Club             | País     | Año  |
| ---------------- | -------- | ---- |
| Unión San Felipe | Chile    | 2009 |
| CS Marítimo      | Portugal | 2011 |

## Palmarés

### Campeonatos nacionales
| Título             | Club             | País  | Año  |
| ------------------ | ---------------- | ----- | ---- |
| Torneo de Apertura | Unión San Felipe | Chile | 2009 |
| Primera B          | Unión San Felipe | Chile | 2009 |
| Copa Chile         | Unión San Felipe | Chile | 2009 |

- Datos: Q8963188